# Арсак Нерсесян
Арсак Нерсисян (вірм. Արշակ Ներսիսյան 1872—1940) — діяч вірменського національно-визвольного руху федаїнів. Був членом партії «Гнчакян», потім приєднався до дашнаків.

## Біографія

### Дитинство, юність
Арсак Нерсисян народився 20 квітня 1872 року у селі Томна, що знаходиться в 10 км на північ від західновірменского міста Баберд, Османська імперія. Коли Арсаку було три роки, його родина переїхала в сусіднє село Варзаган. Тут Арсак отримав початкову освіту.
У 1882 році сім'я переїхала в Трабзон.
У 1888 році з рекомендаційним листом батька відправляється в Константинополь для продовження навчання, проте вирішує відкласти освіту. Тут починається його діяльність як учасника національно-визвольного руху. Арсак отимав прізвисько Сепух.

### Початок діяльності
Через партійного діяча Томаса Джелаляна Арсак вступає до лав партії «Гнчакян». За партійним завданням відповідає за організацію акцій міських партизанів проти султанського режиму. Після протестів 1890-го року і арештів, що відбулися внаслідок них, Нерсисян відправляється до Криму. У 1894 році вступає в «Дашнакцутюн».

### У складі федаїнських загонів
У березні 1895 року Арменак Казарян (Джохк Грайр) прибуває до Севастополя з метою агітації місцевої молоді повернутися на батьківщину і приєднатися до визвольної боротьби. Дотримуючись цього заклику, Сепух відправляється через Єреван до Карсу, звідки в липні того ж року в складі федаїнського загону Грайр переходить на територію Османської імперії до Західної Вірменії.
Діяв у районі Хнусу. Тут Сепух очолив одну з груп, створених для організації самооборони вірменських сіл району, іншою групою керував Арутюн Айвазян (Турбух). Чисельність групи становила спочатку становила 13 осіб, згодом досягла 40-50 осіб. У зону відповідальності входили села Кахкік, Халілчавуш (Хачалуйс), Арамік, Елпіс, Хозлі, Зевурма і Арос. Діяльність групи полягала в озброєнні місцевого населення і допомоги йому в відбитті атак курдських банд.
Результатом гарної попередньої підготовки населення з боку Сепуха і Турбуха стало те, що Хнус порівняно мало постраждав під час різанини 1895—1896 років. На нараді, на якій були присутні лідери федаїнів і представники місцевих жителів, приймається рішення відмовитися від допомоги ззовні та залишити в селах лише місцеві загони самооборони.
Потім Сепух переходить до Тарону і Сасуну, де приєднується до загону Арабо (після його смерті загін очолив Геворг Чауш). Одним із завдань стає доставка зброї із Хмусу. Сепух вирушив у дорогу, але неподалік від села Курава, був схоплений турецькою владою і поміщений у в'язницю Муша, і разом з двома товаришами засуджений до 101 року ув'язнення. В кінці 1896 року Сепух підпадає під оголошену султаном амністію, його переводять на батьківщину, до в'язниці Баберда, де через деякий час відпускають.
У складі загону Хана (Барсегов Тірякяна) Сепух відзначився у битві біля села Хастур (близько Алашкерту) у жовтні 1899 року. Дорогою до Тарону, загін зупиняється в цьому селі, в цей час на село нападають султанські війська і оточують його, зав'язується запеклий бій. Сепух командував першою групою, що прорвала облогу і закріпилася на безпечних позиціях на навколишніх висотах.
У 1900—1902 роках Сепух діє разом з Мурадом Себастаці в районі Карса.
У травні 1903 року в складі групи «Мррік» («Буря») прибуває до Сасуну.
Під час Сасунського повстання 1904 року Сепух командував оборонною лінією Шенік-Семал-Чай. 13 квітня ворог почав масований наступ. У цей день в битві біля Сема Сепух був поранений, а Джохк Грайр, що поспішив на допомогу соратнику був убитий.
Опісля поранений Сепух з групою Мурада Себастаці вирушив до Вана за зброєю і боєприпасами. Група залишивши Сепуха в Ахлаті, перетинає озеро і відправляється у Ван. Тут він збирає озброєння і відправляє до Сасуну, щоб вірмени могли протриматися до приходу Мурада Себастаці; збирає добровольчу дружину і відправляє в село Дрмерт Мушської долини, з тим, щоб забезпечити відступ. У Хлаті Сепух знаходиться до липня 1904 року, потім приєднується до групи Андраніка, що відступила до того моменту до Вану. Після битви під Шамірамом група направляється у Давтам, а потім — на острів Ахтамар.
У 1904—1905 роках Сепух діє разом з Ішхані (Ніколом Погосяном) в районі Лернапар Васпуракана.
Після початку вірмено-татарської різанини Сепух направляється на Закавказзя, де бере участь у багатьох точках конфлікту, зокрема, у Єлизаветполі. На Закавказзі Сепух діє до 1908 року, з перервою на 4-й з'їзд партії «Дашнакцутюн», що проходив у Відні.

### Младотурки
Після приходу до влади младотурків і прийняття у липні 1908 року османської Конституції, Сепух повертається в Західну Вірменію. Після нетривалого ув'язнення в Бітлісі і Тароні, він повертається у рідне село Варзаган. У Бітліс Сепух одружується з дочкою каменяра Маркуі, що розділяла його погляди і стала для нього справжньою «бойовою подругою».
У рідному селі Сепух живе до грудня 1912 року, засновує тут школу, працює над розвитком суспільного і культурного життя.
У 1912 році, відчуваючи небезпеку з боку турецької влади, Сепух у грудні 1912 року покидає село і вирушає спочатку на Кавказ, потім — у Харків, куди незабаром кличе свою дружину з маленьким сином Ервандом.

### Перша світова війна
Після початку Першої світової війни Сепух вирушив до Тифліса. На проведеному в жовтні 1914 року нараді було прийнято рішення створити 4 вірменських добровольчих дружини: під командуванням Андраніка, Дро, Амазаспа Срванцтяна і Сепуха. Одначе, Сепух відмовився прийняти командування полком і очолив групу з 500 добровольців, які вирушали в Салмаст до Андраніка.
У полку Андраніка Сепух був призначений командиром 2-ї роти, заступником командира був призначений Левон Карапетян (Зулай). Разом з Андраніком Сепух брав участь у багатьох битвах, в тому числі у відомому битві при Ділмані.
Незабаром, проте, між Сепухом і Андраніком виникають суперечності, в тому числі, зі стратегічних питань. Сепух вважав, що в Російській армії вірменські добровільні частини не повинні використовуватися авангардом, оскільки відступаючі османські війська, бачачи, що їм протистоять вірмени, мстять, знищуючи вірменське населення, що зустрічається на шляхах до відступу. Водночас професійні й добре навчені російські війська, виступаючи як авангард, могли б оточувати ворожі підрозділи і знищувати їх, не залишаючи шляхів до відступу. Андранік відмовляється прислухатися до аргументів Сепуха.
У 1916 році, разом з Мурадом Себастаці, Кайцаком Аракелов, Григором Аміряном і Степаном Цагікяном, Сепух заснував фонд і рух «Один вірменин — один золотий» з метою надання матеріальної допомоги вірменським сиротам та біженцям. За цією програмою діяв спочатку в Бітлісі, потім у Баберді.
У грудні 1917 року Вірменська національна рада призначила Сепуха губернатором Баберду, а командувач російськими військами на Кавказі Олішелідзе — військовим начальником того ж регіону. Сепух робив все можливе, щоб зупинити наступ турків, що почався у січні 1918 року. Його зусилля дали лише тимчасовий результат через недостатню координацію дій вірменських військ і падіння морального духу.
Після організованого відступу з Баберда в Ерзрум Сепух разом із Мурадом бере участь в підготовці оборони Ерзруму. Проте, через невиконання військовими підрозділами наказів командування Ерзрум пав 27 лютого 1918 року. Прикриваючи відхід населення, війська відступили в Сарігаміш, потім — в Карс і Тифліс. Звідти Сепух і Мурад вирушили до Владикавказа, північнокавказький Армавір, потім — до Баку.
У Баку Сепух і Мурад взяли участь в самообороні вірменського кварталу міста. Після падіння Баку, у вересні 1919 року, Сепух переїжджає з міста в місто (Петровськ, Кизляр, Моздок, Володимир, Керч, Новоросійськ, Батумі та ін.).

### Незалежна Вірменія
Сепух повернувся до Вірменії у 1919 році, і був обраний членом парламенту Республіки Вірменії. Незабаром він був призначений командиром 4-ї бригади Збройних сил Вірменії, що дислокувалася в Карс і діяла, головним чином, на півночі країни. Брав участь у придушенні Майського більшовицького повстання 1920 року (Александрополь, Діліжан, Сарігаміш).
Під час Вірмено-Турецької війни 1920 року Сепух бере участь в боях при Карсі, Джаджурі. Після падіння Карса, відступаючи до Джаджуру він планує відбити Карс контратакою. Однак, цим планам не судилося здійснитися через занепад бойового духу військ.
Під час вторгнення радянських військ, Сепух відчайдушно, але марно, намагається зупинити їх просування вглиб країни. Після радянізації Вірменії змушений емігрувати.

### Еміграція
Після встановлення у Вірменії радянської влади Сепух був змушений емігрувати. Він спочатку вирушив до Тифліса, потім — в Константинополь, Лондон, тимчасово жив у Болгарії, і, нарешті переїхав з родиною до США, де і жив до самої смерті. В Америці Сепух займався організаційною роботою і брав участь у діяльності вірменської громади.

### Смерть
Сепух помер 31 липня 1940 року, так і не зумівши повернутися на батьківщину. У своєму останньому слові він побажав, щоб його тіло кремували і зберегли останки до тих пір, поки не стане можливим їх повернення до Вірменії.
20 листопада 2014 останки Сепуха були перепоховані на військовому кладовищі Єревана — Ераблур.

## Сім'я
У Сепуха було багато дітей, народжених в різних країнах. Старший син Ервант народився в Баберді, Мурад — в Олександрополі, Кеворк — в Тифлісі, дочка Анаіт — в Батумі. Ще двоє синів — Андранік і Сероб — народилися в Америці.